# Cinnyris congensis
Cinnyris congensis е вид птица от семейство Nectariniidae.